# 볏긴팔원숭이속
볏긴팔원숭이속(또는 노마스커스속)은 긴팔원숭이과의 4개의 속 중의 하나이다.

## 분류
- 긴팔원숭이과 (Hylobatidae)[1]
  - 긴팔원숭이속 (Hylobates)
  - 흰눈썹긴팔원숭이속 (Hoolock)
  - 큰긴팔원숭이속 (Symphalangus)
  - 볏긴팔원숭이속 또는 노마스커스속 (Nomascus)
    - 검은볏긴팔원숭이 (Nomascus concolor)
      - 통킹 검은볏긴팔원숭이 (Nomascus concolor concolor)
      - 라오스 검은볏긴팔원숭이 (Nomascus concolor lu)
      - 중부 윈난 검은볏긴팔원숭이 (Nomascus concolor jingdongensis)
      - 서부 원난 검은볏긴팔원숭이 (Nomascus concolor furvogaster)

    - 동부검은볏긴팔원숭이 (Nomascus nasutus)
    - 하이난검은볏긴팔원숭이 (Nomascus hainanus)
    - 북부흰뺨긴팔원숭이 (Nomascus leucogenys)
      - 북부흰뺨긴팔원숭이 (Nomascus leucogenys leucogenys)

    - 남부흰뺨긴팔원숭이 (Nomascus siki)
    - 노랑뺨긴팔원숭이 (Nomascus gabriellae)
    - 북부담황색뺨긴팔원숭이 (Nomascus annamensis)[2]